# سترونسدورف
سترونسدورف (بالألمانية: Stronsdorf) هي مدينة في منطقة ميستلباخ في ولاية النمسا السفلى.